# Volo Ukraine Air Alliance 4050
Il 4 ottobre 2019, il volo Ukraine Air Alliance 4050 si è schiantato nell'avvicinamento all'aeroporto di Leopoli, durante un volo tra Vigo, Spagna, e Istanbul, Turchia, con scalo a Leopoli, Ucraina, causando la morte di cinque persone e il ferimento di altre tre.

## L'aereo
Il velivolo coinvolto era un Antonov An-12 cargo, spinto da quattro motori turboelica, immatricolato UR-CAH e costruito nel 1968 con numero di serie 8345064.

## L'incidente
L'aereo è partito dall'aeroporto di Vigo-Peinador in Spagna, diretto all'aeroporto di Istanbul in Turchia, con otto persone a bordo, sette dell'equipaggio e un passeggero, di scorta al carico. Il volo 4050 era un volo cargo, che trasportava 10 tonnellate di carico, con l'intenzione di fare scalo all'aeroporto di Leopoli, in Ucraina, per il rifornimento di carburante, prima di proseguire per Istanbul.
L'aereo si stava avvicinando alla pista 31, in direzione 310, in condizioni meteorologiche difficili; nonostante il poco vento, la visibilità verticale era di soli 60 metri (200 ft), mentre la visibilità vicino al suolo era di 250 metri (820 ft) e il Runway Visual Range (RVR) di 800 metri (2 600 ft).
L'equipaggio ha cercato di eseguire un atterraggio di emergenza, ma non è riuscito a raggiungere la pista. L'aereo ha impattato con il suolo alle 07:10 a soli 1,5 chilometri prima della testata della pista 31, vicino al villaggio di Sokilnyky. La sezione della cabina di pilotaggio si è staccata nell'impatto, poi il carico si è spostato, schiacciando e uccidendo 5 occupanti.

## Conseguenze
Il giorno successivo all'incidente, a Ukraine Air Alliance è stato vietato di operare voli nello spazio aereo dell'Unione Europea. Il 7 ottobre 2019, l'Amministrazione statale dell'aviazione dell'Ucraina ha annunciato che il certificato di operatore aereo di Ukraine Air Alliance era stato revocato con effetto dal 5 ottobre 2019, alle 00:00 UTC a seguito dell'incidente.

## Le indagini
Il National Bureau of Air Accidents Investigation of Ukraine (NBAAI) ha aperto ufficialmente le indagini sull'incidente il 9 ottobre, quattro giorni dopo l'incidente. Il lavoro sul posto della commissione si è svolto tra il 5 e il 7 ottobre. In questa fase sono state recuperate due scatole nere che erano in buone condizioni e in grado di fornire dati. Sono state raccolte anche altre informazioni, come le comunicazioni del controllo del traffico aereo, i dati radar, le informazioni meteorologiche, la risposta dei servizi di emergenza e gli aiuti alla navigazione a terra dell'aeroporto.
L'8 ottobre 2021 l'NBAAI ha pubblicato il suo rapporto finale concludendo che la causa più probabile dell'incidente, la collisione dell'aeromobile con il suolo durante l'avvicinamento nella fitta nebbia, è stata l'incapacità dell'equipaggio di effettuare il volo in condizioni strumentali a causa di un probabile affaticamento fisico eccessivo, che ha portato ad una discesa inconsapevole dell'aeromobile al di sotto del sentiero di discesa e all'impatto con il suolo.
A contribuire al disastro, fu il probabile superamento del peso massimo al decollo dell'aeromobile durante la partenza dall'aeroporto di Vigo, con conseguente aumento del consumo di carburante. Con il carburante che rimaneva l'equipaggio non è stato più in grado di effettuare il volo verso l'aeroporto alternato di Boryspil.
L'NBAAI ha riferito che al momento dell'incidente tutti i motori e le eliche erano in funzione e che i propulsori rispondevano correttamente agli input dell'equipaggio. Al momento dell'incidente, il sistema di alimentazione era funzionante e forniva il carburante necessario. Non sono stati riscontrati difetti o malfunzionamenti tecnici dell'aeromobile o dei suoi sistemi. Durante il decollo dall' Aeroporto Vigo, il peso massimo dell'aeromobile al decollo era superiore di 5 400 kg rispetto al peso massimo consentito. Il carburante rimasto durante l'avvicinamento a Leopoli non ha permesso di deviare verso Kiev. L'equipaggio è partito da Vigo senza il necessario riposo e non ha rispettato le norme relative alle ore di lavoro e ai tempi di riposo.
L'NBAAI ha riferito che durante l'avvicinamento all'incidente a Leopoli erano rimasti 650 kg di carburante. Circa 170 litri di carburante sono stati drenati dai serbatoi alari del relitto, che non sono stati danneggiati.